# Quercus michauxii
Quercus michauxii — вид рослин з родини букових (Fagaceae); зростає у південно-східній і центрально-східній частинах США. Видовим епітетом вшановано французького ботаніка Андре Мішо.

## Опис
Це велике листопадне дерево, яке виростає до 30–40 метрів у висоту. Кора сріблясто-сіра, розщеплена на лускаті пластинки. Гілочки коричневі або червоно-коричневі з рідкісними розлогими волосками або голі. Листки довгасті, 10–23 × 5–12 см; червоні восени; основа клиноподібна; верхівка загострена; край хвилястий з 9–14 парами зубів; верх блискучий темно-зелений; низ сіро-зелений, запушений; ніжка листка запушена, завдовжки 5–20 мм. Цвіте навесні. Жолуді поодинокі або парні або по 3, однорічні, майже сидячі або частіше на ніжці до 20–30 мм; горіх світло-коричневий, яйцеподібний або циліндричний, 25–35 × 20–25 мм, голий; чашечка напівсферична, широко напівсферична або навіть коротко-циліндрична, заввишки 15–25 мм і 25–40 мм завширшки, укриває 1/2 горіха або більше.

## Середовище проживання
Зростає у південно-східній і центрально-східній частинах США: Міссурі, Міссісіпі, Меріленд, Луїзіана, Кентуккі, Індіана, Іллінойс, Вірджинія, Техас, Теннессі, Південна Кароліна, Оклахома, Північна Кароліна, Нью-Джерсі, Алабама, Арканзас, округ Колумбія, Флорида, Джорджія.
Населяє низини, багаті піщані ліси та болота, на різноманітних ґрунтах; на висотах до 600 м.

## Використання
Жолуді служать кормом для різних видів птахів і ссавців. Дуб також забезпечує укриття для птахів, ссавців та плазунів, деякі з яких знаходяться під загрозою зникнення в південних водно-болотних екосистемах. Деревина комерційно корисна для пиломатеріалів у всіх видах будівництва, для сільськогосподарських знарядь, бондарства, стовпів для огорожі, кошиків та палива.

## Загрози
Найбільш поширені загрози — гриби й комахи, основними є: Anisota senatoria, Alsophila pometaria, Baliosus ruber, Enaphalodes rufulus, Callirhytis quercuspunctata, Asterolecanium variolosus.

## Галерея

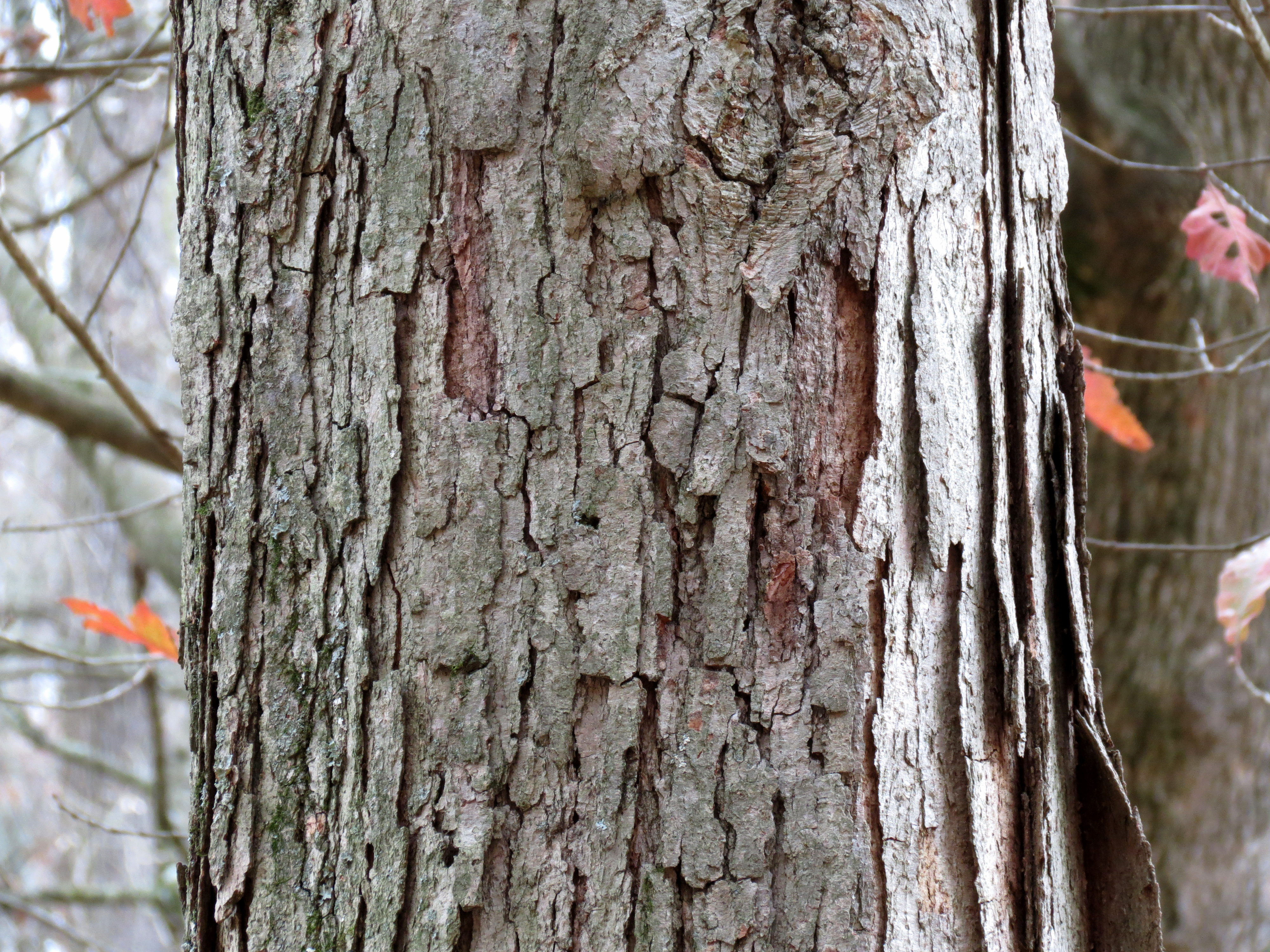
стовбур
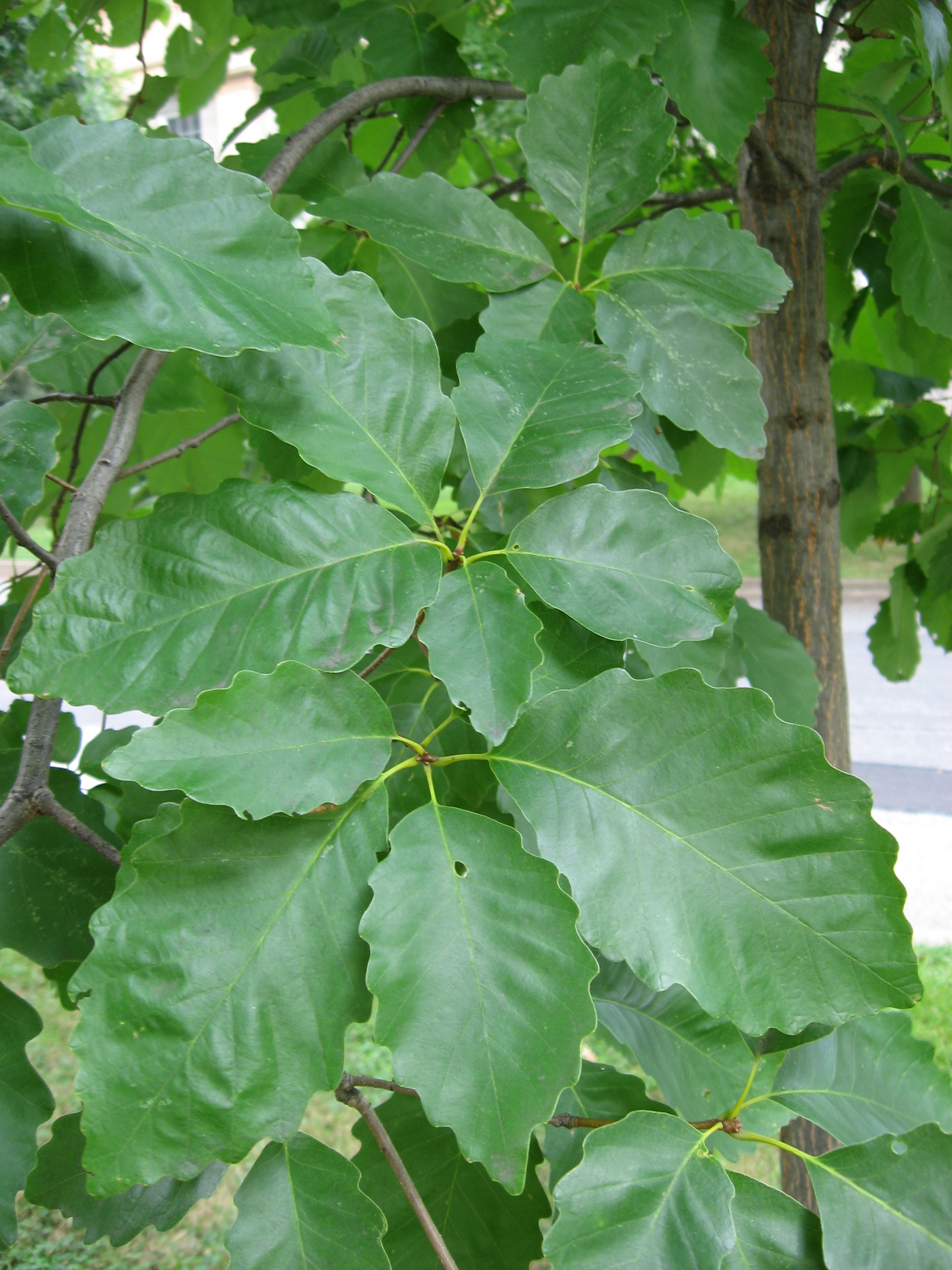
листя
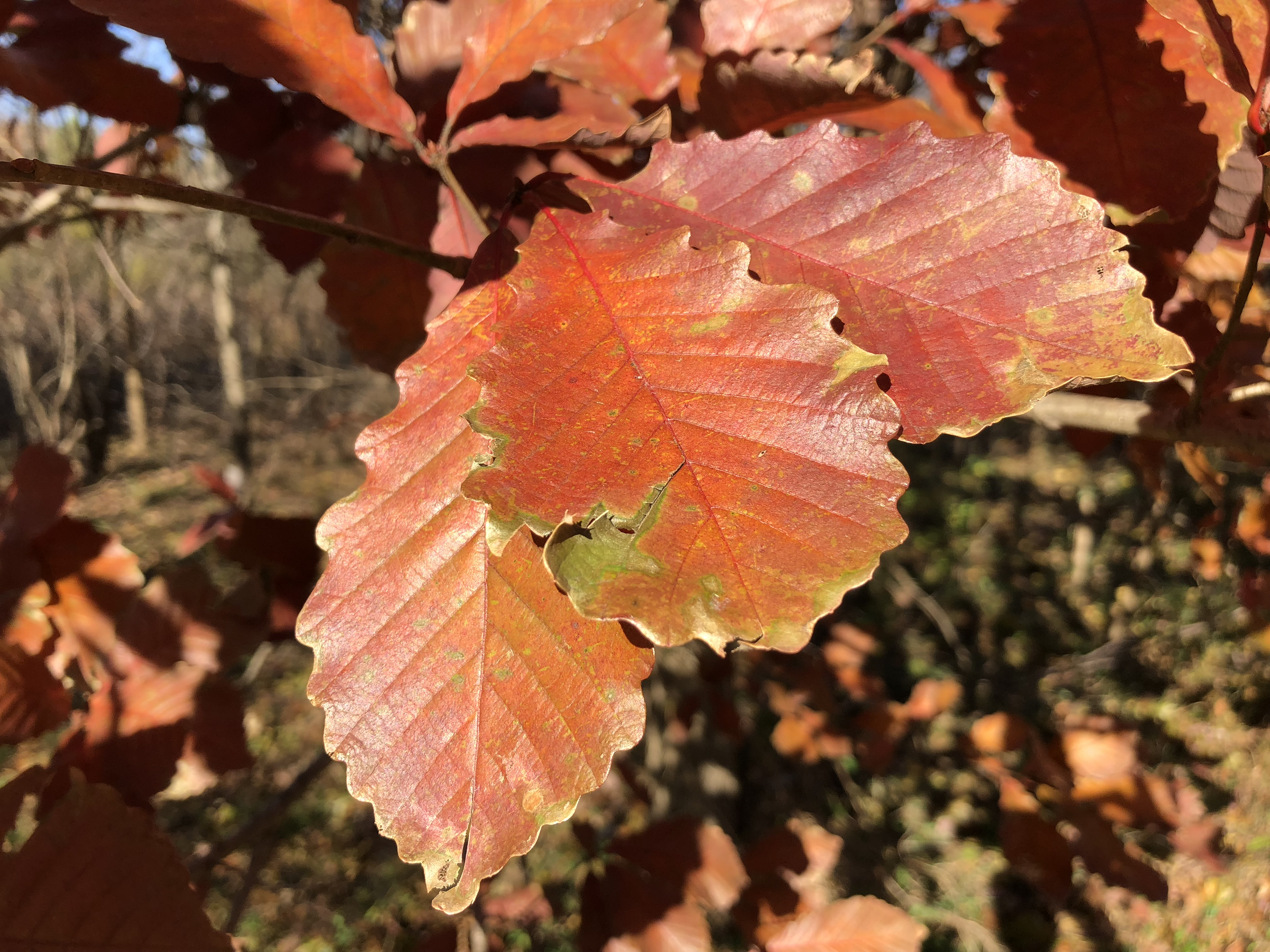
осіннє листя
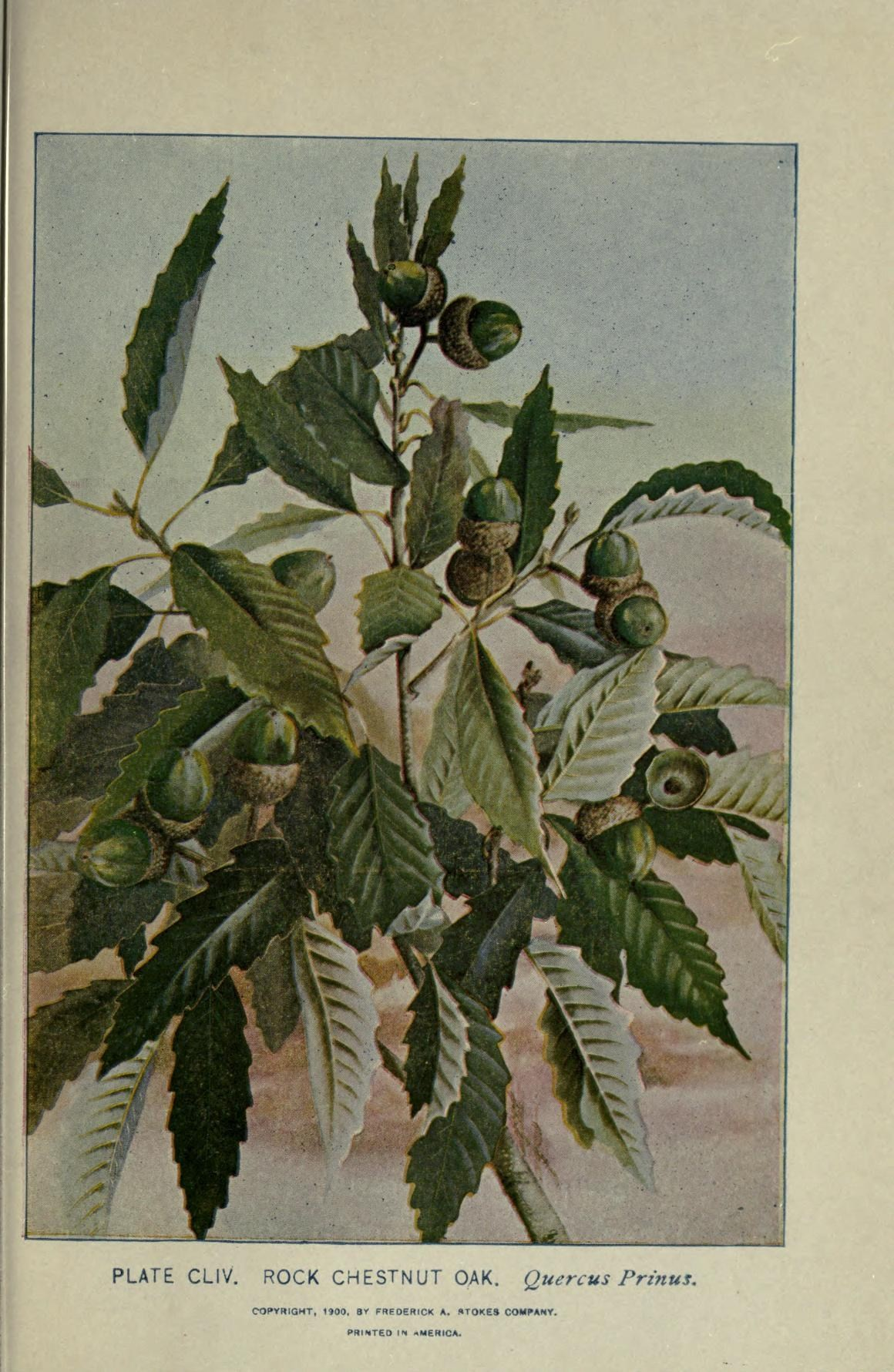
ілюстрація